# Resolució 2159 del Consell de Seguretat de les Nacions Unides
La Resolució 2159 del Consell de Seguretat de les Nacions Unides fou adoptada per unanimitat el 9 de juny de 2014. El Consell va ampliar el mandat del panell d'experts format el 2010 per supervisar les sancions que s'havien pres contra l'Iran a causa del seu programa nuclear per un any més fins al 9 de juliol de 2015. També es va tornar a demanar al panell que enviés un programa de treball durant el mes. Finalment, es va demanar als països i als grups d'interès que cooperessin amb els experts.